# Tabuaças
Tabuaças es una freguesia portuguesa del concelho de Vieira do Minho, en el distrito de Braga, con 8,00 km² de superficie y 919 habitantes (2011). Su densidad de población es de 114,9 hab/km².